# Wikiencij Tarasiewicz
Wikiencij Iosifawicz Tarasiewicz (biał. Вікенцій Іосіфавіч Тарасевіч, ros. Викентий Иосифович Тарасевич, Wikientij Iosifowicz Tarasiewicz) – białoruski polityk, deputowany do Rady Najwyższej Republiki Białorusi XIII kadencji.

## Życiorys
W 1995 roku mieszkał w Miorach. Pełnił funkcję dyrektora Miorskiej Fabryki Pasz, był członkiem Partii Komunistów Białoruskiej. W pierwszej turze uzupełniających wyborów parlamentarnych 29 listopada 1995 roku został wybrany na deputowanego do Rady Najwyższej Republiki Białorusi XIII kadencji z Miorskiego Okręgu Wyborczego Nr 48. 5 grudnia 1995 roku został zarejestrowany przez centralną komisję wyborczą, a 9 stycznia 1996 roku zaprzysiężony na deputowanego. Od 23 stycznia pełnił w niej funkcję członka Stałej Komisji ds. Regulaminu, Mandatów i Etyki Deputackiej. Należał do frakcji komunistów. Od 3 czerwca był członkiem grupy roboczej Rady Najwyższej ds. współpracy z parlamentem Rzeczypospolitej Polskiej. 27 listopada 1996 roku, po dokonanej przez prezydenta Alaksandra Łukaszenkę kontrowersyjnej i częściowo nieuznanej międzynarodowo zmianie konstytucji, nie wszedł w skład utworzonej przez niego Izby Reprezentantów Zgromadzenia Narodowego Republiki Białorusi I kadencji. Zgodnie z Konstytucją Białorusi z 1994 roku jego mandat deputowanego do Rady Najwyższej zakończył się 9 stycznia 2000 roku; kolejne wybory do tego organu jednak nigdy się nie odbyły.